# Castle Acre
Castle Acre är en by och en civil parish i King's Lynn and West Norfolk i Norfolk i England. Orten har 848 invånare (2011).